# Jozef Arbeiderkerk (Meerssen)

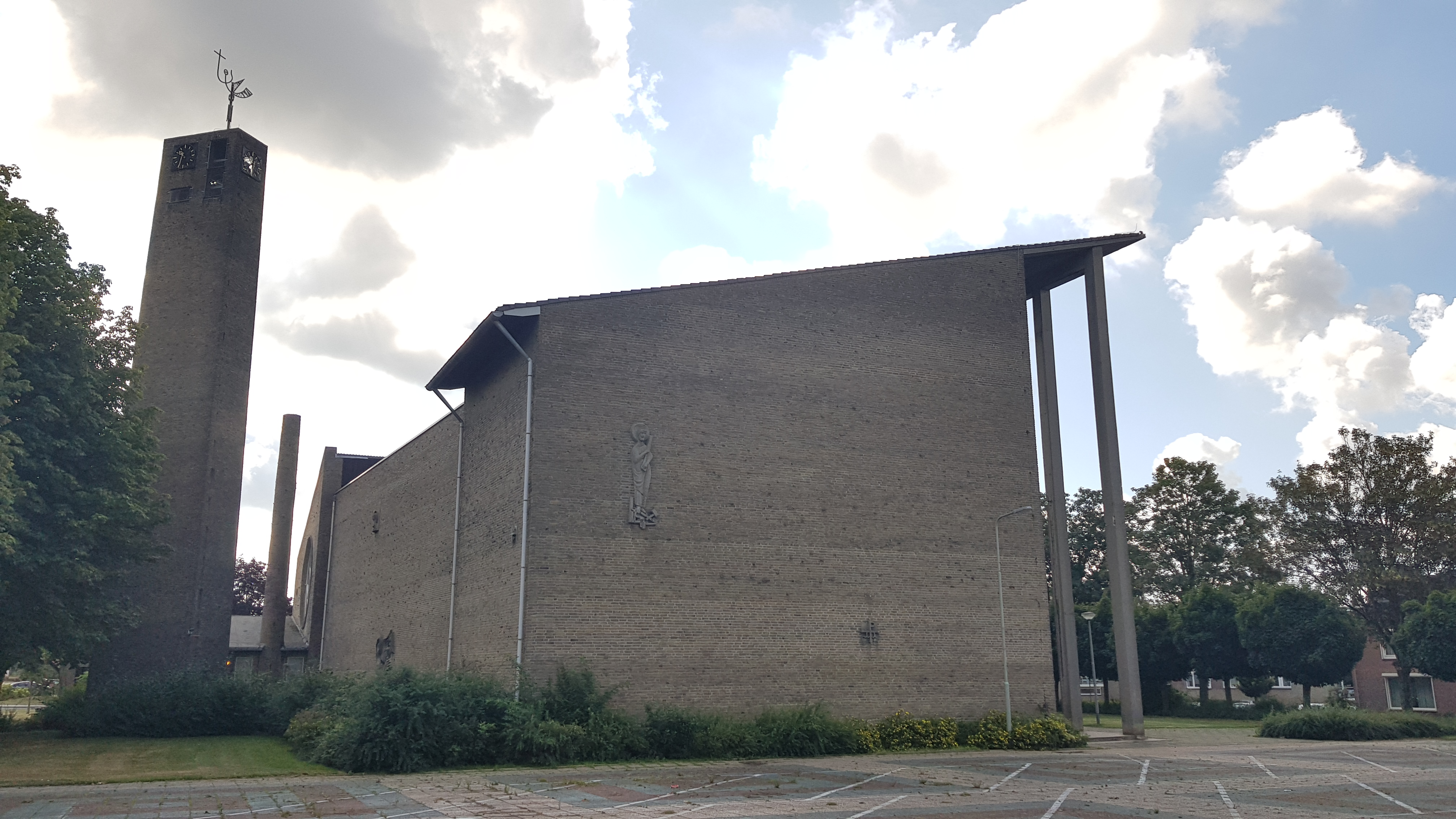
Jozef Arbeiderkerk

De Jozef Arbeiderkerk is een kerkgebouw in Meerssen in de gemeente Meerssen in de Nederlandse provincie Limburg. De kerk staat aan de Pastoor Dominicus Hexstraat.
Tussen de Jozef Arbeiderkerk en de Basiliek van het H. Sacrament ligt de Algemene Begraafplaats Meerssen.
De kerk is gewijd aan Sint-Jozef Arbeider.

## Geschiedenis
In 1955 werd de parochie opgericht en op 1 december 1955 werd een noodkerk in gebruik genomen.
Op 20 april 1958 begonnen de bouwwerkzaamheden van de nieuwe kerk naar het ontwerp van Harry Koene. Op 20 juli werd de eerste steen gelegd. Op 16 mei 1959 werd de kerk ingezegend.

## Opbouw
Het georiënteerde bakstenen gebouw bestaat uit een ruimte met aan de zuidzijde een zijbeuk en een dwarsbeuk. Naast de kerk staat een campanile. De kerk is voorzien van schilderingen en glas-in-loodramen van de hand van Charles Eyck. De betonnen gevelsculpturen zijn ontworpen door Frans Gast. In de kerk is verder werk van Piet Killaars en Daan Wildschut te zien.